# Leonida Lari
Leonida Lari (Bursuceni, 26 de octubre de 1949-Chisináu, 11 de diciembre de 2011) fue una poeta, periodista y política moldava, que reclamó la reunión de Besarabia con Rumanía. Publicó 24 volúmenes de poesía y prosa y fue una prolífica traductora de obras mundiales al rumano.

## Biografía
Leonida Lari nació en Bursuceni cuando esta todavía formaba parte de la Unión Soviética. Sus padres, Ion y Nadejda Tuchilatu, era profesores. Lari tuvo un hermano menor, Leonard Tuchilatu, también poeta, que murió cuando tenía solo 24 años de insuficiencia renal después de haber estado expuesto a la radiación en circunstancias sospechosas mientras cumplía el servicio militar obligatorio en el ejército soviético.
Leonida se graduó en filología en la Universidad Estatal de Chisináu, RSS de Moldavia. Trabajó en el Museo de Literatura "D. Cantemir" en Chisináu (1971-1973), fue editora del diario "Literatură şi Artă" (1985-2003) de "Glasul Națiunii", la primera publicación en alfabeto latino de la República de Moldavia.
Lari fue una de las líderes del movimiento de emancipación de Besarabia entre 1988 y 1991. Fue elegida como representante del Sóviet Supremo de la Unión Soviética (1988–1990) y miembro de la Comité Permanente del Frente Popular de Moldavia (1990-1992). Entre 1990 y 1992, Leonida Lari fue la presidenta de la Liga Democristiana de Mujeres (uno de los componentes constituyentes del Partido Social-Liberal desde 2001). En 1992, después de repetidas amenazas al bienestar de sus hijos, Leonida Lari y su familia huyeron a Bucarest. Entre 1992 y 2008, Leonida Lari fue diputada en el Parlamento de Rumanía.
Tras una larga batalla contra el cáncer, Leonida Lari moriría en Chisináu, a los 62 años.

## Obras
- Piaţa Diolei (1974)
- Marele vânt (1980)
- Mitul trandafirului (1985)
- Scoica solară (1987)
- Insula de repaos (1988)
- Lumina graitoare (1989)
- Dulcele foc (1989)
- Anul 1989 (1990)
- Lira şi păianjenul (1991)
- Govorâŝij svet (1992)
- Al nouălea val (1993)
- Epifanii (1994)
- Scrisori de pe strada Maica Domnului (1995)
- Lunaria (1995)
- Aldebaran (1996)
- Între îngeri şi demoni (1998)
- Învingătoarele spaţii (1999)
- Insula de repaus (2000)
- Răstignirea porumbeilor (2003)
- Epifanii şi teofanii (2005)
- Infinitul de aur (2006)
- Sibila (2006)
- Traduceri din lirica universala (2009)
- 101 poeme (2009)

## Premios y distinciones
- Caballero de la Orden de la República de Moldavia,[4] 1996
- Ciudadana Honoraria de la Ciudad de Bacău (1993)
- Premio România Mare
- Premio "Flacăra, Totuşi Iubirea"
- Premio Revista Cronica' (Iaşi)
- Premio "Tibiscus" - Serbia
- Premio de Poesía "Mihai Eminescu" de la Academia Rumana